# Perras
Perras és una pel·lícula mexicana del 2011 dirigida per Guillermo Ríos. És un thriller dramàtic que tracta els temes de l'abús escolar i l'adolescència (sexualitat, abusos). L'obra inicialment fou solament una obra de teatre, la qual fou representada 180 vegades. Aquesta és la primera pel·lícula del director i guionista.

## Repartiment
Les deu protagonistes foren elegides d'entre 450 xicones que es presentaren:
- Claudia Zepeda com a María del Mar, "La matada"
- Karen de la Hoya com a Tora, "La gorda"
- Scarlet Dergal com a Sofía, "La manchada"
- Steph Boumelcroud com a Iris, "La ñoña"
- Andrea Pedrero com a Diana, "La ciega"
- Eva Luna Marenco com a Frida, "La amiga"
- Natalia Zurita com a Patricia, "La zorra"
- Denis Montes com a Alejandra, "La valemadres"
- Kariam Castro com a Andrea, "La rara"
- Alenka Ríos com a Ana Ceci, "La mustia"
- Galilea Montijo com a Frida, 20 años después, "La más perra"

## Rebuda
Fou un èxit de taquilla sent la segona projecció més vista.
Fou censurada als festivals de Guadalajara i Morelia.
Els crítics la consideraren negativament com a desaprofitada.